# Зафир Тасев
 Тази статия е за кумановския общественик.  За учителя от Долно Трогерци вижте Зафир Шаклев.  За други личности с името Тасев вижте Тасев.
Хаджи Зафир Тасев е български общественик от Македония.

## Биография
Зафир Тасев е роден в 1846 година в град Куманово, тогава в Османската империя, днес в Северна Македония. В 1860 година учи в българското училище в родния си град при българския учител Симеон Момчеджиков. Участва дейно в черковното дело в Куманово. Зафир Тасев е водач на Кумановската българска община. Заедно с главния български учител в града Илия Левков, митрополитския наместник Трайче Митев, поп Андон, сина му Псалтир Попандонов, учителя Зафир Тасев и Ангел Прекoдoлка влиза в Кумановския комитет на ВМОРО, който организира убийството на сръбския свещеник Атанас Петров.
В 1917 година подписва Мемоара на българи от Македония от 27 декември 1917 година.